# 哈佛医学院
哈佛医学院（英語：Harvard Medical School）位于波士顿长木医学区，提供各个医科课程及颁发专业资格证书。哈佛医学院的医学本科课程与美国其他大部分的医学院一样，只接受已经持有学士學位证書的毕业生报考，進入医学院修業时間為四年，毕业的医學生会获得“医学士”證書，但这并不是哲学博士（PhD），而是与英国及某些英联邦国家医学院颁发的“内外全科医学士”相等的學位。

## 简介
2012年秋，正在医学院就读的有705名医学士（M.D.）學生，147名牙科医学士（D.M.D.）學生，556名哲学博士（Ph.D.）學生，以及135名醫學士哲學博士雙學位（M.D.-Ph.D）學生。学院一年级一般招收165名MD学生和35名DMD学生。这总计200名学生被分成五个协会（以5名著名校友的名字命名）。大多数第一年级的学生居住在Vanderbilt Hall。
学院有许多杰出的教授在这里从事教学、研究和临床医疗工作。学院在波士顿也有许多附設医院和研究单位。共计有2900名全职与兼职的教授与职工。
现任院长是内分泌学专家、杰夫瑞·弗莱尔博士，2007年9月1日就任。

## 历史
哈佛医学院是美国建立的第三所医学院，名列宾夕法尼亚大学普里曼医学院（Perelman School of Medicine）与哥伦比亚大学医学院（College of Physicians and Surgeons）之后。由外科医师John Warren博士与Benjamin Waterhouse、Aaron Dexter成立于1782年9月19日。第一个班只有两位学生，于1788年毕业。

## 教学与研究单位
- Beth Israel Deaconess Medical Center
- Brigham and Women's Hospital
- Cambridge Health Alliance
- Center for Engineering in Medicine（页面存档备份，存于）
- Children's Hospital Boston
- Dana-Farber Cancer Institute
- The Forsyth Institute
- Harvard Pilgrim Health Care
- Joslin Diabetes Center
- Massachusetts Eye and Ear Infirmary
- Massachusetts General Hospital(麻省总医院)
- Massachusetts Mental Health Center
- McLean Hospital
- Mount Auburn Hospital
- Schepens Eye Research Institute
- Spaulding Rehabilitation Hospital
- VA Boston Healthcare System

## 著名校友
- John R. Adler（英语：John R. Adler） - 学者
- Robert B. Aird（英语：Robert B. Aird） - 学者
- 譚莉·歐布萊特 - 花样滑冰运动员
- Harold Amos（英语：Harold Amos） - 微生物学家[3]
- 威廉·弗伦奇·安德森 - 遗传学家
- 克里斯蒂安·B·安芬森 - 药剂师
- Paul S. Appelbaum（英语：Paul S. Appelbaum） - 学者
- Jerry Avorn（英语：Jerry Avorn） - 学者
- Herbert Benson（英语：Herbert Benson） - 心脏病专家
- Ira Black（英语：Ira Black）- 神经学家、干细胞研究专家，新泽西干细胞研究所（Stem Cell Institute of New Jersey）第一位主任[4]
- Roscoe Brady（英语：Roscoe Brady） - 生物化学家
- Henry Bryant（英语：Henry Bryant） - 医生
- Rafael Campo（英语：Rafael Campo (poet)） - 诗人
- Ethan Canin（英语：Ethan Canin） - 作家
- 沃尔特·布拉德福·坎农 - 生理学家
- William B. Castle（英语：William B. Castle (hematologist)） - 血液学家
- George C. S. Choate（英语：George C. S. Choate） - 医生
- Gilbert Chu（英语：Gilbert Chu） - 医生，生物化学家
- 艾拉姆·科巴尼安 - 波士顿大学校长 (2003–2005)
- Stanley Cobb（英语：Stanley Cobb） - 神经学家
- Ernest Codman（英语：Ernest Codman） - 医生
- Albert Coons（英语：Albert Coons） - 医生，免疫学家，拉斯克奖得主
- 迈克尔·克莱顿 - 作家
- 哈維·庫興 - 神经外科医生
- Elliott Cutler（英语：Elliott Cutler） - 外科医生
- Hallowell Davis（英语：Hallowell Davis） (1896–1992) - 听力研究专家，对脑电波扫描仪的发明做出贡献。[5]
- Martin Delany（英语：Martin Delany） - 非裔美国人[6]
- Fe del Mundo（英语：Fe del Mundo） - 儿科医生，首位菲律宾女毕业生 (1936)
- Allan S. Detsky（英语：Allan S. Detsky） - 内科医生
- James Madison DeWolf（英语：James Madison DeWolf） - 士兵; 内科医生
- 彼得·戴曼迪斯 - 企业家
- Daniel DiLorenzo（英语：Daniel DiLorenzo） - 企业家，神经外科医生，发明家
- Thomas Dwight（英语：Thomas Dwight） - 解剖学家
- Lawrence Eron（英语：Lawrence Eron） - 传染病专家
- Edward Evarts（英语：Edward Evarts） - 神经科学家
- Sidney Farber（英语：Sidney Farber） - 病理学家
- Paul Farmer（英语：Paul Farmer） - 传染病专家; 全球卫生
- Jonathan Fielding（英语：Jonathan Fielding） - 美国预防医学学会（英语：American College of Preventive Medicine）前总裁; 卫生官员; 学者
- Harvey V. Fineberg（英语：Harvey V. Fineberg） - 学术主管
- John "Honey Fitz" Fitzgerald（英语：John "Honey Fitz" Fitzgerald） - 波士顿市长(1906–08; 1910–14)
- Thomas Fitzpatrick（英语：Thomas Fitzpatrick） - 皮肤科专家
- 犹大·福克曼 - 科学家
- 比爾·弗利斯特 - 美国参议员(1995–2007)
- 阿图·葛文德 - 外科专家, 作家
- 查爾斯·布蘭頓·哈金斯 - 内科医生; 生理学家; 诺贝尔奖获得者
- George Lincoln Goodale（英语：George Lincoln Goodale） - 植物学家
- Robert Goldwyn（英语：Robert Goldwyn） - 外科医生, 作为《整形与复原手术》（Plastic and Reconstructive Surgery）總編輯达25年[7]
- Ernest Gruening（英语：Ernest Gruening） - 阿拉斯加领地总督 (1939–53); 美国参议员 (1959–69)
- I. Kathleen Hagen（英语：I. Kathleen Hagen） - 凶杀嫌疑犯
- Dean Hamer（英语：Dean Hamer） - 遗传学家
- 艾丽斯·汉密尔顿 - 哈佛医学院首位女性教职员
- Michael R. Harrison（英语：Michael R. Harrison） - 小儿科专家
- Bernadine Healy（英语：Bernadine Healy） - 美国國立衛生研究院主任 (1991–93); 美国红十字会CEO (1999–2001)
- Ronald A. Heifetz（英语：Ronald A. Heifetz） - 教研人员
- 劳伦斯·约瑟夫·亨德森 - 生物化学家
- 何大一 - 传染病专家
- 老奥利弗·温德尔·霍姆斯 - 内科医生; 诗人
- 威廉·詹姆士 - 哲学家
- Mildred Fay Jefferson（英语：Mildred Fay Jefferson） 反堕胎活动家; 首位从哈佛医学院毕业的非裔美国人女性
- Elliott P. Joslin（英语：Elliott P. Joslin） - 糖尿病专家
- Nathan Cooley Keep（英语：Nathan Cooley Keep） - 牙医
- 金墉 - 内科医生, 全球卫生领导者, 世界银行现任总裁
- 麦尔文·康纳 - 作家，生物人类学家
- Charles Krauthammer（英语：Charles Krauthammer） - 专栏作家
- Daniel Laing, Jr.（英语：Daniel Laing, Jr.） - 最早上医学院的非裔美国人之一，最早一批非裔美国内科医生。因教职工投票否决黑人入学，他被学校驱逐，但在别处完成了学位。[6]
- Philip J. Landrigan（英语：Philip J. Landrigan） - 流行病学家，小儿科专家
- Aristides Leão（英语：Aristides Leão） - 生物学家
- Philip Leder（英语：Philip Leder） - 遗传学家
- Simon LeVay（英语：Simon LeVay） - 神经科学家
- Pam Ling（英语：Pam Ling） - 参演《真实的世界：旧金山》（The Real World: San Francisco）[8]
- Joseph Lovell（英语：Joseph Lovell） - 外科医生 美国陆军将军 (1818–36)
- Karl Menninger（英语：Karl Menninger） - 精神病医生
- Randell Mills（英语：Randell Mills） - 科学家
- Vamsi Mootha（英语：Vamsi Mootha） - 系统生物学家，遗传学家
- 辛達塔·穆克吉 - 内科医生, 作家
- 约瑟夫·默里 - 外科医生
- Joel Mark Noe（英语：Joel Mark Noe） - 整形外科医生
- Amos Nourse（英语：Amos Nourse） - 美国参议员 (1857)
- David Page（英语：David C. Page） - 生物学家
- Hiram Polk（英语：Hiram Polk） - 教研人员
- Geoffrey Potts（英语：Geoffrey Potts） - 教研人员
- Morton Prince（英语：Morton Prince） - 神经病专家
- Jayantibhai Patel — 心胸外科医生
- 亚历山大·里奇 - 生物物理学家
- Oswald Hope Robertson（英语：Oswald Hope Robertson） - 医学科学家
- Wilfredo Santa-Gómez（英语：Wilfredo Santa-Gómez） - 作家
- George E. Shambaugh, Jr.（英语：George E. Shambaugh, Jr.） -耳鼻喉科专家
- Alfred Sommer (眼科医生)（英语：Alfred Sommer (ophthalmologist)） - 教研人员
- Philip Solomon（英语：Philip Solomon） (精神病医生) - 教研人员
- Paul Spangler（英语：Paul Spangler） - 海军外科医生，曾打破记录的资深长跑运动家
- Samuel L. Stanley（英语：Samuel L. Stanley） - 第五任石溪大学校长, 教研人员, 内科医生, 生物医学科研者（英语：biomedical research）
- Felicia Stewart（英语：Felicia Stewart） - 内科医生
- 卢伯特·斯特赖尔 - 教研人员
- Yellapragada Subbarao（英语：Yellapragada Subbarao） 生物化学家
- 詹姆斯·B·萨姆纳 - 化学家
- 海伦·陶西格 - 心脏病专家
- John Templeton, Jr（英语：John Templeton, Jr） - John Templeton基金会（英语：John Templeton Foundation）会长
- 唐纳尔·托马斯 - 内科医生
- Lewis Thomas（英语：Lewis Thomas） - 散文家
- Abby Howe Turner（英语：Abby Howe Turner） - 教研人员
- Richard Urman（英语：Richard Urman） - 内科医生
- George Eman Vaillant（英语：George Eman Vaillant） - 精神病医生
- Mark Vonnegut（英语：Mark Vonnegut） - 作家; 小儿科专家
- 約瑟·瓦倫 - 士兵
- 安德魯·威爾 - 替代疗法支持者
- Paul Dudley White（英语：Paul Dudley White） - 心脏病专家
- Robert J. White（英语：Robert J. White） - 神经外科医生 (在20世纪70年代实施首例猴脑移植)
- Patrisha Zobel de Ayala（英语：Zobel de Ayala） - 世界醫學協會主席, 外科医生, 麻醉师, 神经病专家, 科研人员
- Charles F. Winslow（英语：Charles F. Winslow）-早期原子理论家
- Leonard Wood（英语：Leonard Wood） - 美国陆军参谋长 ; 菲律宾总督
- Louis Tompkins Wright（英语：Louis T. Wright） - 科研人员, 执业医师, 首位黑人身份的美国外科医生学会会员（英语：Fellow of the American College of surgeons）,[9]美国全国有色人种协进会主席
- 吴振伟 - 众议员 (1999–2011)
- Jeffries Wyman（英语：Jeffries Wyman） - 解剖专家
- 杨焕明 - 教研人员